# 坎迪亚洛梅利纳
坎迪亚洛梅利纳（義大利語：Candia Lomellina），是意大利帕维亚省的一个市镇。总面积27平方公里，人口1693人，人口密度62.7人/平方公里（2009年）。国家统计（ISTAT）代码为018027。